# 서울역고가도로
서울역고가도로(서울驛高架道路)는 서울특별시 중구의 퇴계로와 만리재로, 청파로를 잇는 총길이 1,150 m의 고가도로였다.

## 개요
서울역고가도로는 1969년 3월 19일 착공하여 1970년 8월 15일에 개통된 서울역 북쪽의 왕복 2차선 고가도로로, 퇴계로와 만리재로, 청파로(청파동→퇴계로, 퇴계로→중림동)를 바로 연결하는 도로 역할을 해왔다.
2000년 서울시가 실시한 안전진단에서 고가도로의 바닥판인 슬래브가 시급히 보수가 필요한 D등급이라는 결과가 나와 2001년 말까지 슬래브를 교체하고, 13 톤 이상의 차량 통행을 제한하였다. 2004년 3월 안전상의 문제와 도시미관 저해를 이유로 동자동(한강대로) 방향의 램프가 철거되었다.
2006년 서울시의 안전진단에서 다시 D등급의 결과가 나오자, 2007년 서울시는 '2009년에 고가를 철거하고 2011년 말까지 재시공하겠다'고 계획을 밝혔으나, 당시 서울시장이었던 오세훈의 디자인서울 사업, 사업타당성이 부족한 서울역 북부 역세권 사업과 연계되면서 철거가 계속 미루어졌다. 이 와중에 안전상의 우려로 2008년 12월 이 도로를 통과하는 노선버스 운행이 전면 중단되었고, 2009년 3월에는 공항버스의 진입도 금지되고 고가도로의 입구에는 높이 3m 초과 차량의 통행을 차단하는 '문(門)'형식의 통행제한시설이 설치되었다.
2012년 서울시(시장 박원순)의 정밀안전진단에서도 D등급과 함께 '잔존 수명이 2~3년 남았다'는 결론이 내려졌고, 2013년 감사원의 정밀안전진단에서도 '주요 부위에 상당한 손상이 있고 바닥판 두께 손실도 심각해 대형 사고가 발생할 우려가 있다'고 평가되었다. 2013년 3월 서울시는 서울역고가도로의 많은 교통량을 고려할 때 철거 후 재시공은 현실적으로 어렵다면서 2015년 말까지 서울역 앞 교차로와 만리재로 사이에 길이 410 m의 4차선 고가도로를 새로 완공하고 그 즉시 기존 고가를 철거하겠다는 계획을 밝혔다.
그러나, 2014년 4월 서울특별시는 박원순 시장의 지시에 따라 '서울역 고가도로를 없애는 대신 뉴욕의 하이 라인처럼 공원으로 바꿔 시민들이 통행하는 방안을 검토하고 있다'고 입장을 바꿨고, 2015년 서울역고가도로를 공원화 하기로 결정하였다. 서울시는 2015년 12월 13일에 이 도로를 폐쇄하였다.

## 서울로 7017
서울로 7017은 '1970년 만들어진 서울역 고가가 2017년 17개의 사람이 다니는 길로 다시 태어난다'는 뜻에서 명명된 서울역고가의 공원화 사업명이다. 서울시는 서울역고가도로를 공원화하고 추가로 인근 보행로와 고가를 잇는 구조물을 설치해 총 17개의 보행로와 연결하여 2017년 5월 20일에 개장하였다.

### 논란
서울역고가도로는 2012년의 정밀안전진단에서 예상한 수명이 2015년 말에 다하여 붕괴 등 심각한 사고의 우려가 적지 않기 때문에 2015년 12월 이후에는 사륜자동차의 통행을 금지해야 하는 상태에 있었다. 다만, 고가도로의 공원화에 대해서는 반대하는 이해관계인이나 전문가들이 많아 논란이 벌어졌다.
남대문시장과 만리동 봉제공장의 상공인들은 고가도로 폐쇄와 대체도로 신설이 생존권과 직결된 문제이기 때문에 '서울역고가도로의 대체도로 건설이 먼저 확실히 정해진 후에 공원화 사업을 진행해야 한다'는 입장을 견지하였다. 박원순 시장은 자기의 '임기 말(2018년 6월)까지 대체도로를 완공하겠다'고 말했으나, 이에 관해 부지의 소유주인 한국철도공사(코레일)는 '(기존 고가를 철거하지 않고) 추가로 북쪽에 대체고가도로를 설치하면 서울역의 경관과 가치를 해치고 부지 단절로 북부 역세권 개발계획의 공간활용을 저해한다'며 반대하였다.
교통전문가들도 대체교량이 기존 고가도로의 위치에 설치되어야 차량통행의 흐름과 진출입시설 설치가 가장 효율적이라는 점을 지적하고, 기존 고가를 유지하면서 그 북쪽에 또 다른 대체교량을 설치하는 것에 대해 문제를 제기했다. 이들은 퇴계로부터 서울역사거리까지의 기존 고가를 철거하지 않고 그대로 두면서 서울역 앞 교차로와 만리재로 사이에 대체교량을 설치하는 것은 심각한 교통정체를 불러 매우 비효율적이라고 주장하였다.

## 같이 보기
- 아현고가도로
- 청계고가도로
- 약수고가도로
- 노량진고가도로
- 홍제고가도로
- 서대문고가도로
- 하이 라인
- 도쿄 고속도로